# Shadowgrounds
Shadowgrounds è un videogioco sviluppato da Frozenbyte, pubblicato nel 2005 per Microsoft Windows, GNU/Linux e macOS. Si tratta di uno sparatutto a scorrimento con visuale dall'alto, a tema fantascientifico, nel quale si vestono i panni di Wesley Tyler, un meccanico che si trova suo malgrado coinvolto in un'invasione aliena.